# Bürgersches Haus
Das Gebäude Bürgersches Haus (auch: Bürger’sches Haus) ist ein Kulturdenkmal im hessischen Bad Sooden-Allendorf. Das 1639 errichtete Gebäude gilt als „das bedeutendste Fachwerkgebäude der Stadt“ und genießt als „eine Inkunabel der nordhessischen Fachwerkarchitektur“ eine überregionale Bedeutung.

## Geschichte

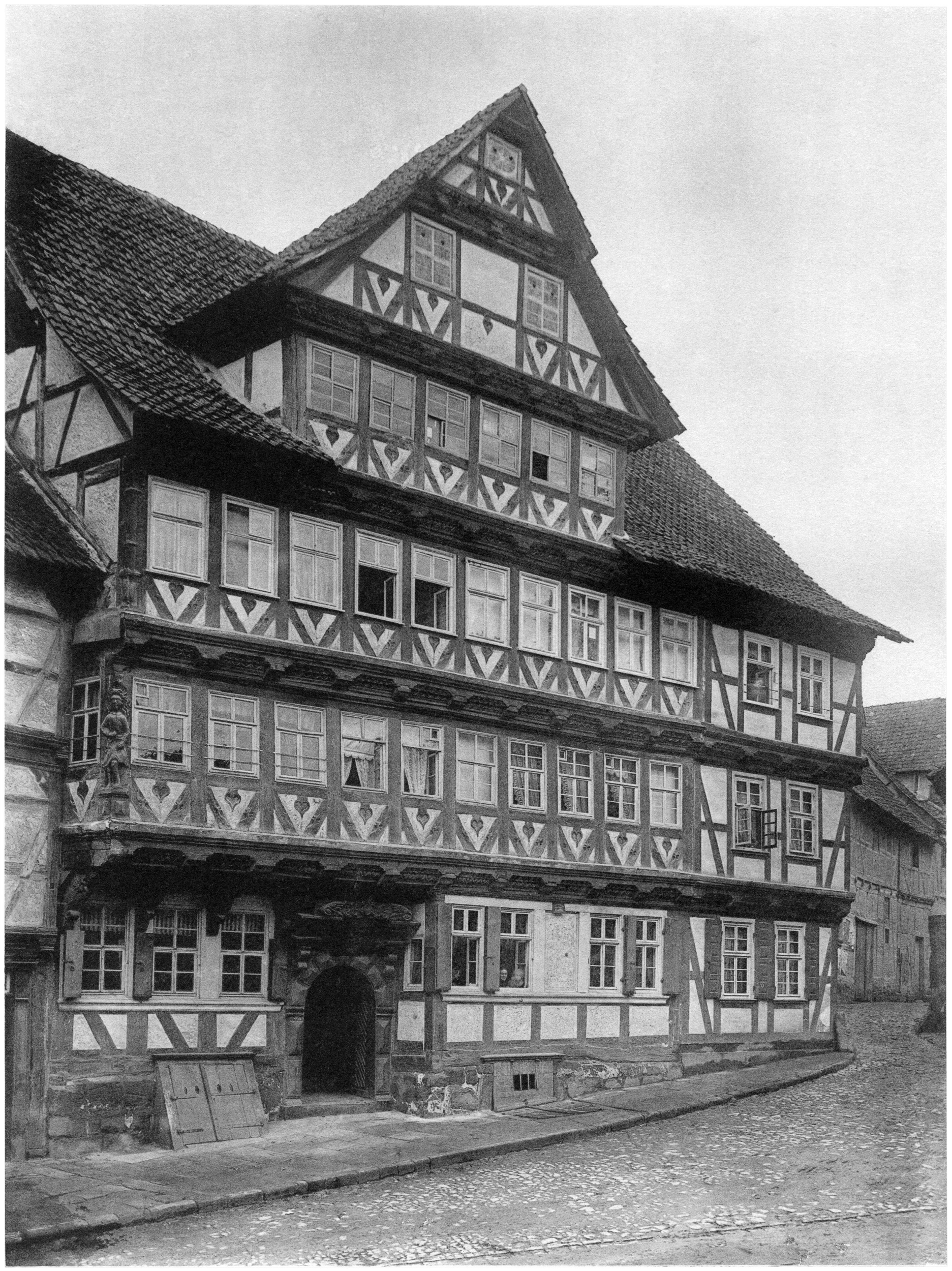
Historische Fotografie des Gebäudes (circa 1880), aus der Sammlung des Denkmalpflegers Ludwig Bickell

Das Bürgersche Haus wurde 1639, zwei Jahre nach dem Überfall der Kroaten im Dreißigjährigen Krieg, auf den Grundmauern dreier niedergebrannter Gebäude errichtet.

## Architektur
Das Bürgersche Haus besteht aus drei Stockwerken mit annähernd rechteckigem Grundriss sowie einem aufgesetzten Zwerchhaus. Die Fassade besteht aus einem klaren, symmetrisch angelegten Fachwerksverband mit vielen Fenstern.

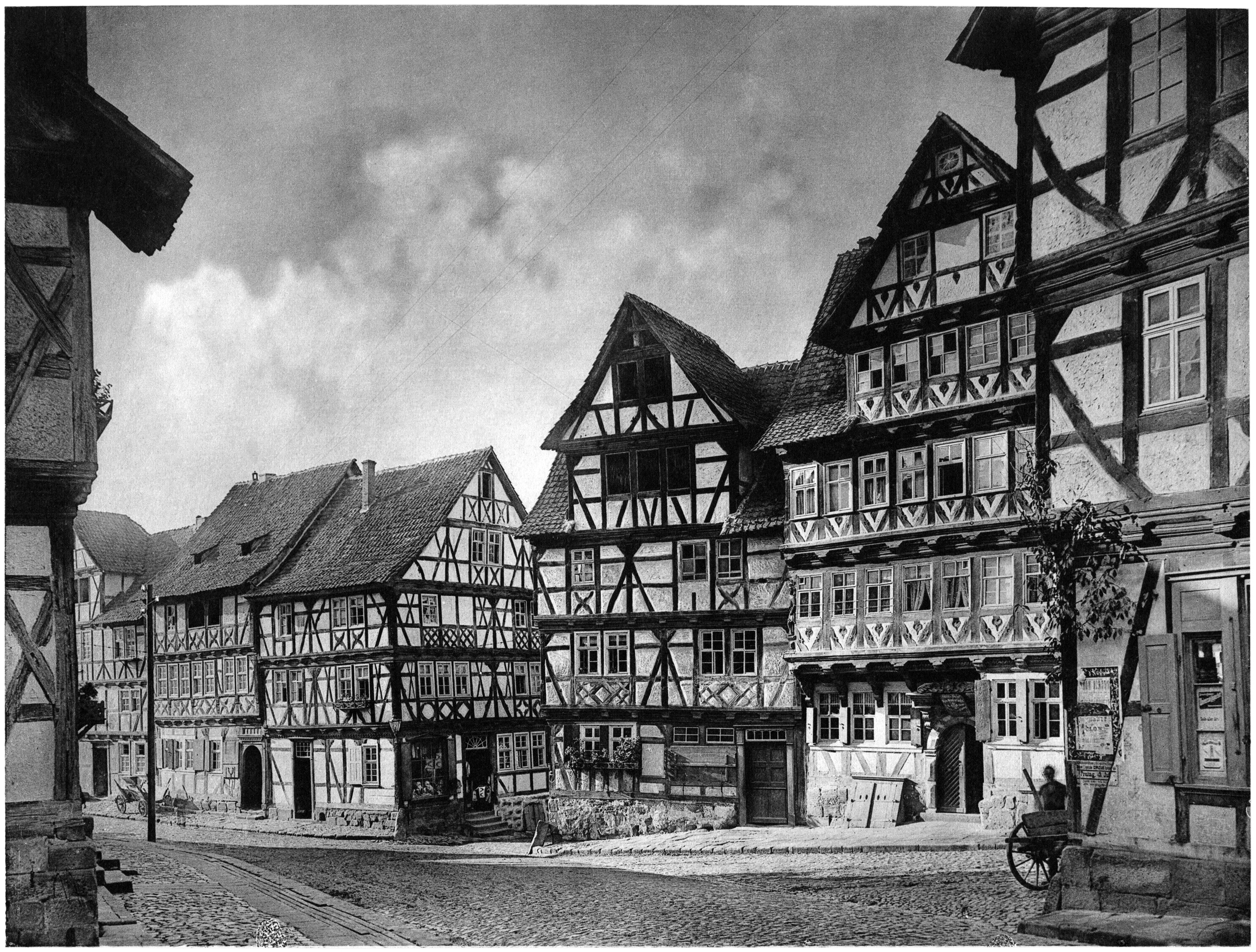
Historisches Panorama (2. Gebäude von rechts, um 1880)
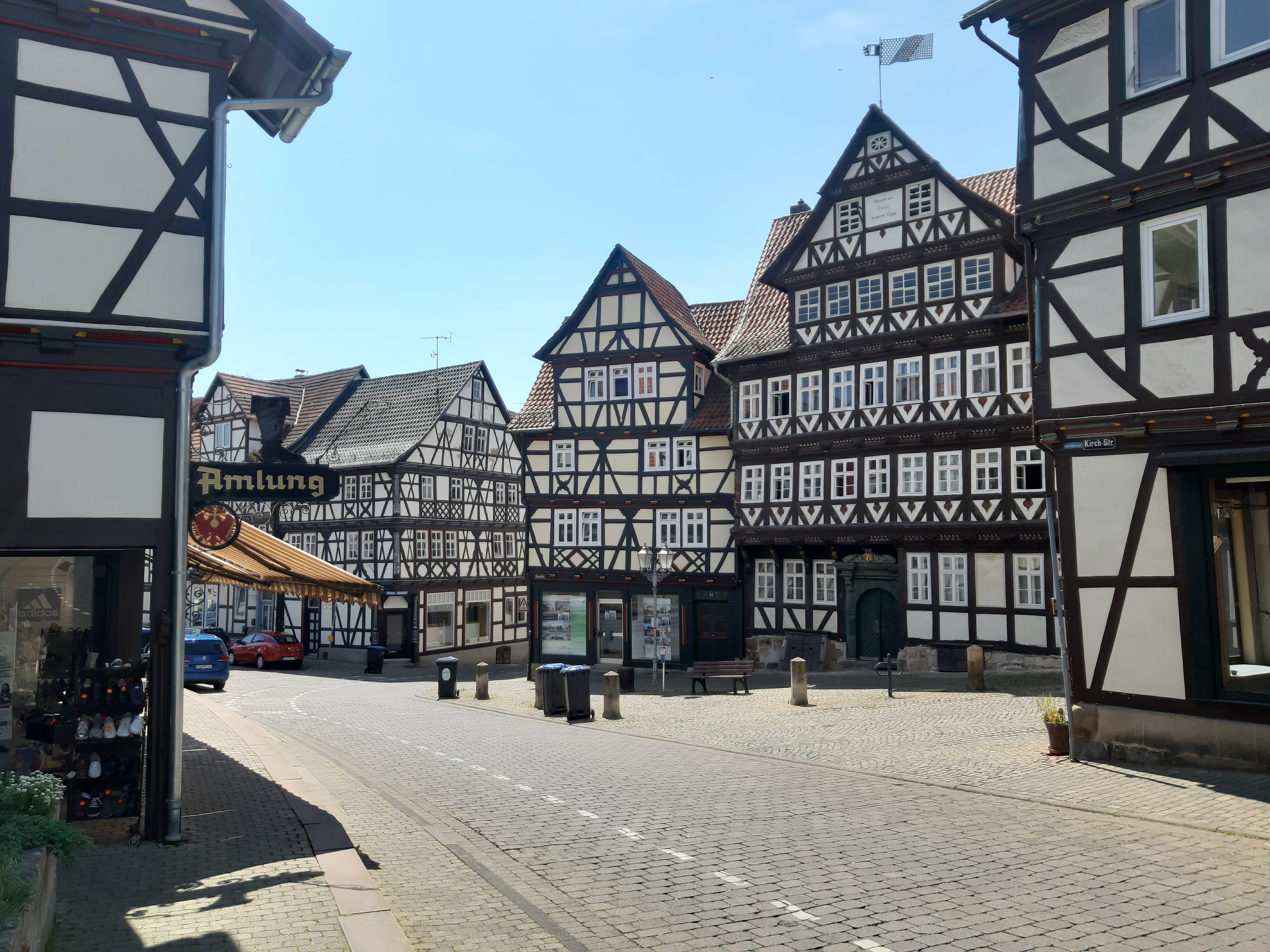
Zeitgenössisches Straßenpanorama (2022)
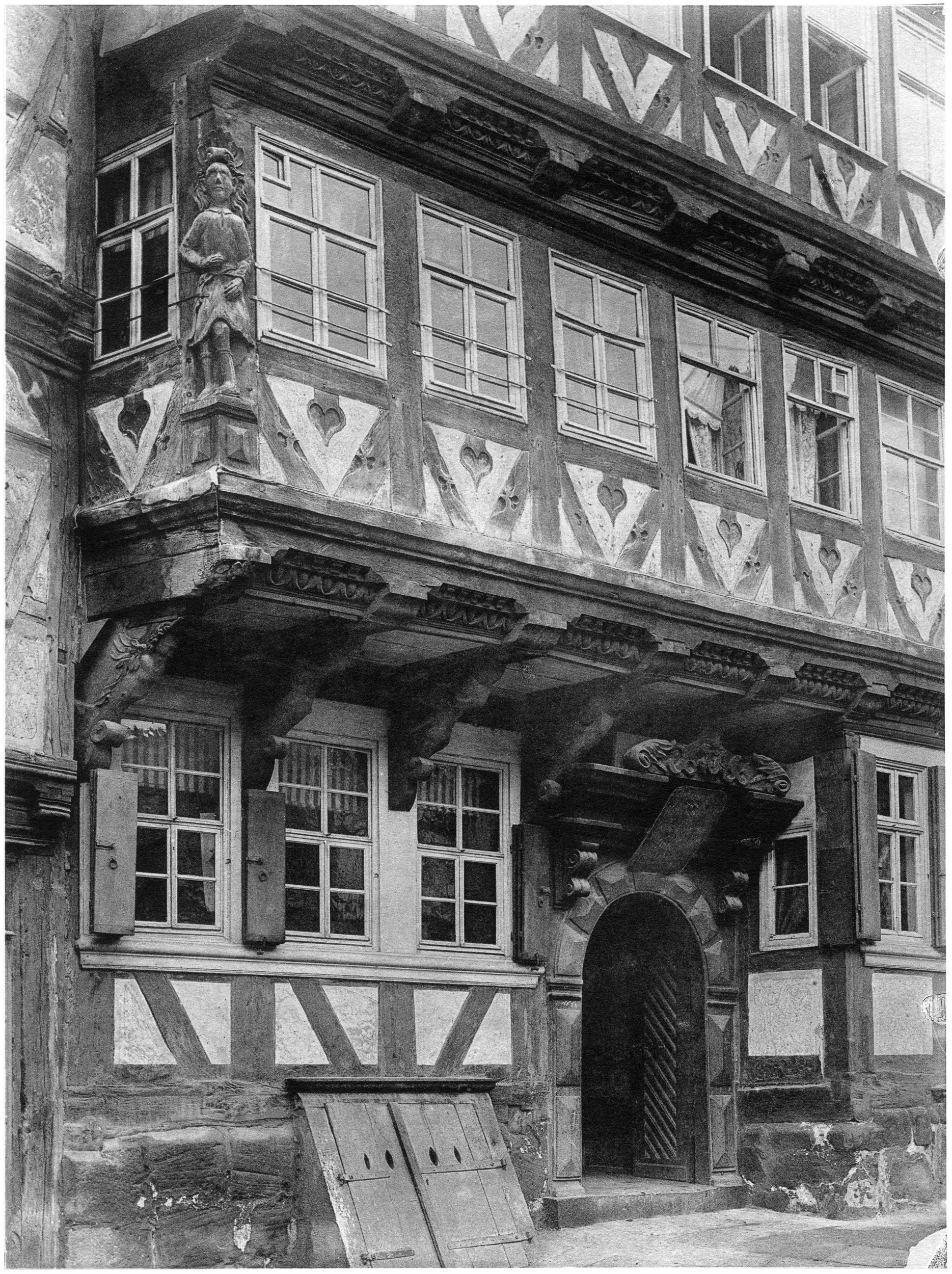
Detailansicht Eingang (historisch)
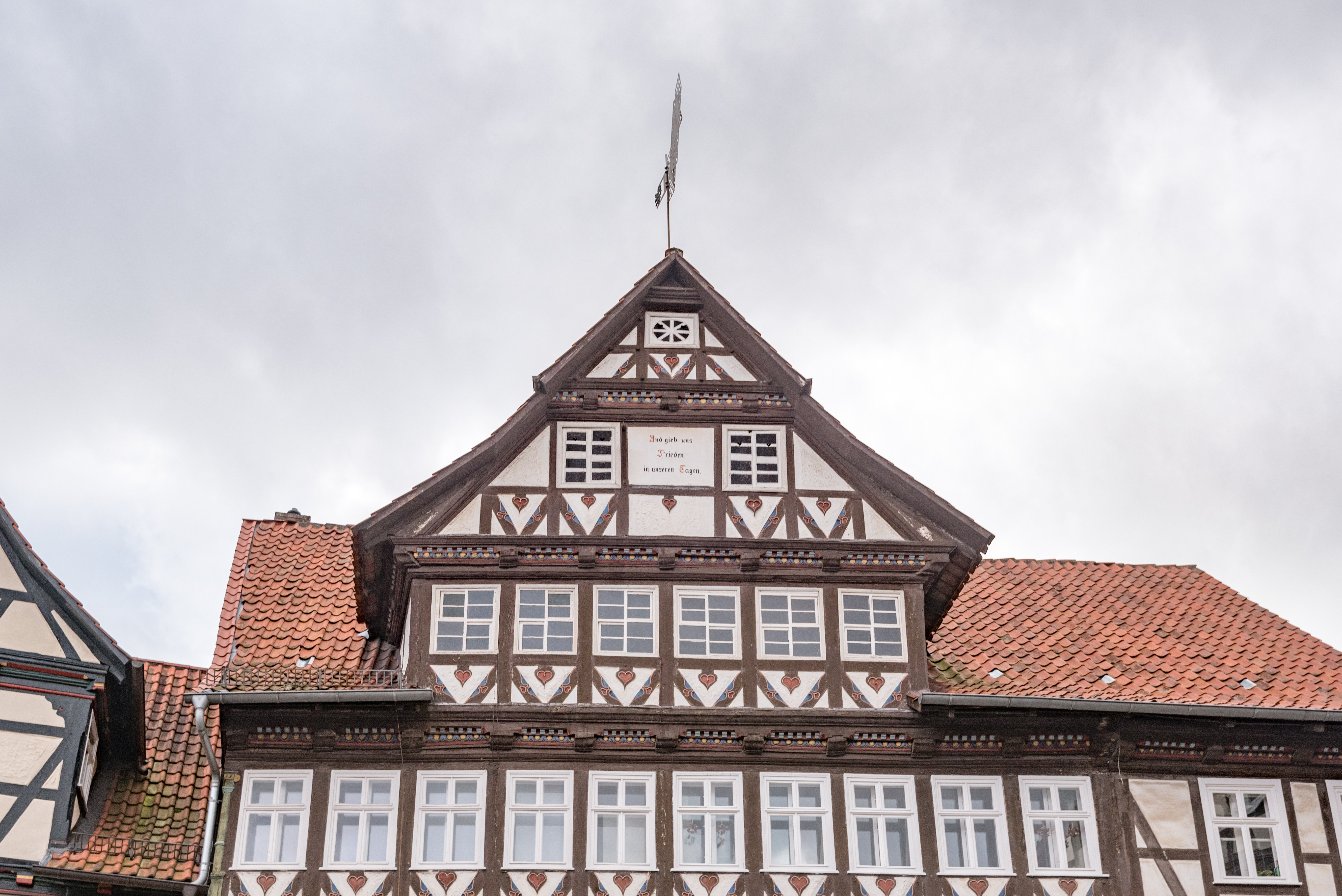
Detailansicht der Fassade